# Ермаковский сельский округ (Любимский район)
Ермаковский сельский округ — административно-территориальная единица в Любимском районе Ярославской области России. Образован, как и остальные округа, после областной административно-территориальной реформы в 2002 году. Административный центр округа деревня Ермаково.
В административных границах Ермаковского, Кирилловского, Пигалевского и Покровского сельских округов образовано 1 января 2005 года муниципальное образование Ермаковское  сельское поселение, в соответствии с законом Ярославской области № 65-з от 21 декабря 2004 года «О наименованиях, границах и статусе муниципальных образований Ярославской области».

## Населённые пункты
На территории сельского округа находятся 19  населённых пунктов.
| №  | Населённый пункт | Тип населённого пункта | Население |
| -- | ---------------- | ---------------------- | --------- |
| 1  | Болваново        | деревня                | ↗2        |
| 2  | Василево         | деревня                | ↗3        |
| 3  | Григорово        | деревня                | ↗1        |
| 4  | Дор              | деревня                | →4        |
| 5  | Ермаково         | деревня                | ↘380      |
| 6  | Кипино           | деревня                | ↘8        |
| 7  | Ключевая         | деревня                | ↘3        |
| 8  | Журавлево        | деревня                | ↘0        |
| 9  | Мотыгино         | деревня                | →0        |
| 10 | Минино           | деревня                | ↘112      |
| 11 | Панфилово        | деревня                | →19       |
| 12 | Пустынь          | деревня                | ↗4        |
| 13 | Пятино           | деревня                | ↘0        |
| 14 | Савиново         | деревня                | →0        |
| 15 | Починок          | деревня                | ↗34       |
| 16 | Сумароково       | деревня                | ↘10       |
| 17 | Тетерино         | деревня                | ↘8        |
| 18 | Филиппово        | деревня                | ↘21       |
| 19 | Харино           | деревня                | ↗23       |

### Упразднённые населённые пункты
В 2019 году упразднена деревня Красный Слон Ермаковского сельского округа.